# Oze (Francja)
Oze – miejscowość i gmina we Francji, w regionie Prowansja-Alpy-Lazurowe Wybrzeże, w departamencie Alpy Wysokie.

## Demografia
Według danych na rok 1990 gminę zamieszkiwało 58 osób, a gęstość zaludnienia wynosiła 5 osób/km². W styczniu 2015 r. Oze zamieszkiwały 103 osoby, przy gęstości zaludnienia wynoszącej 8,6 osób/km².